# Reinwardtoena
Genre
Reinwardtoena est un genre d'oiseaux de la famille des Columbidae.

## Nomenclature
Son nom commémore le botaniste néerlandais Caspar Georg Carl Reinwardt (1773-1854).

## Liste d'espèces
D'après la classification de référence (version 3.5, 2013) du Congrès ornithologique international (ordre phylogénique) :
- Reinwardtoena reinwardti – Phasianelle de Reinwardt
- Reinwardtoena browni – Phasianelle de Brown
- Reinwardtoena crassirostris – Phasianelle huppée